# 細川町 (三木市)
細川町（ほそかわちょう）は兵庫県三木市にある地区である。旧細川村である。
三木市の北部に位置し、地区の中心部には美嚢川が流れており、川沿いに集落を形成している。また、東側には小川川が流れており、丘に当たる細川丘陵には石上山があり、そこにはゴルフ場が立地している。

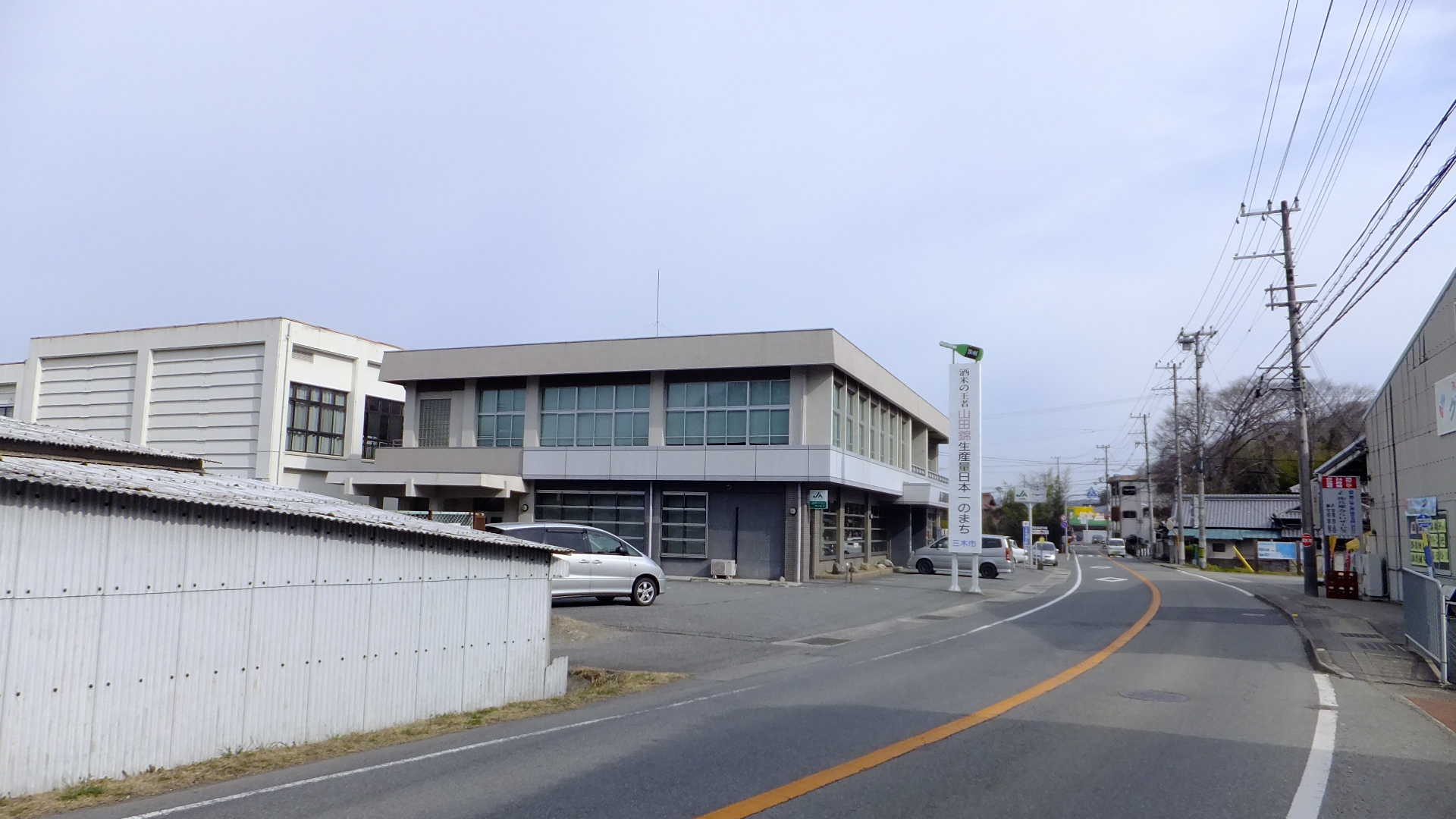
各種施設が集積する豊地地区

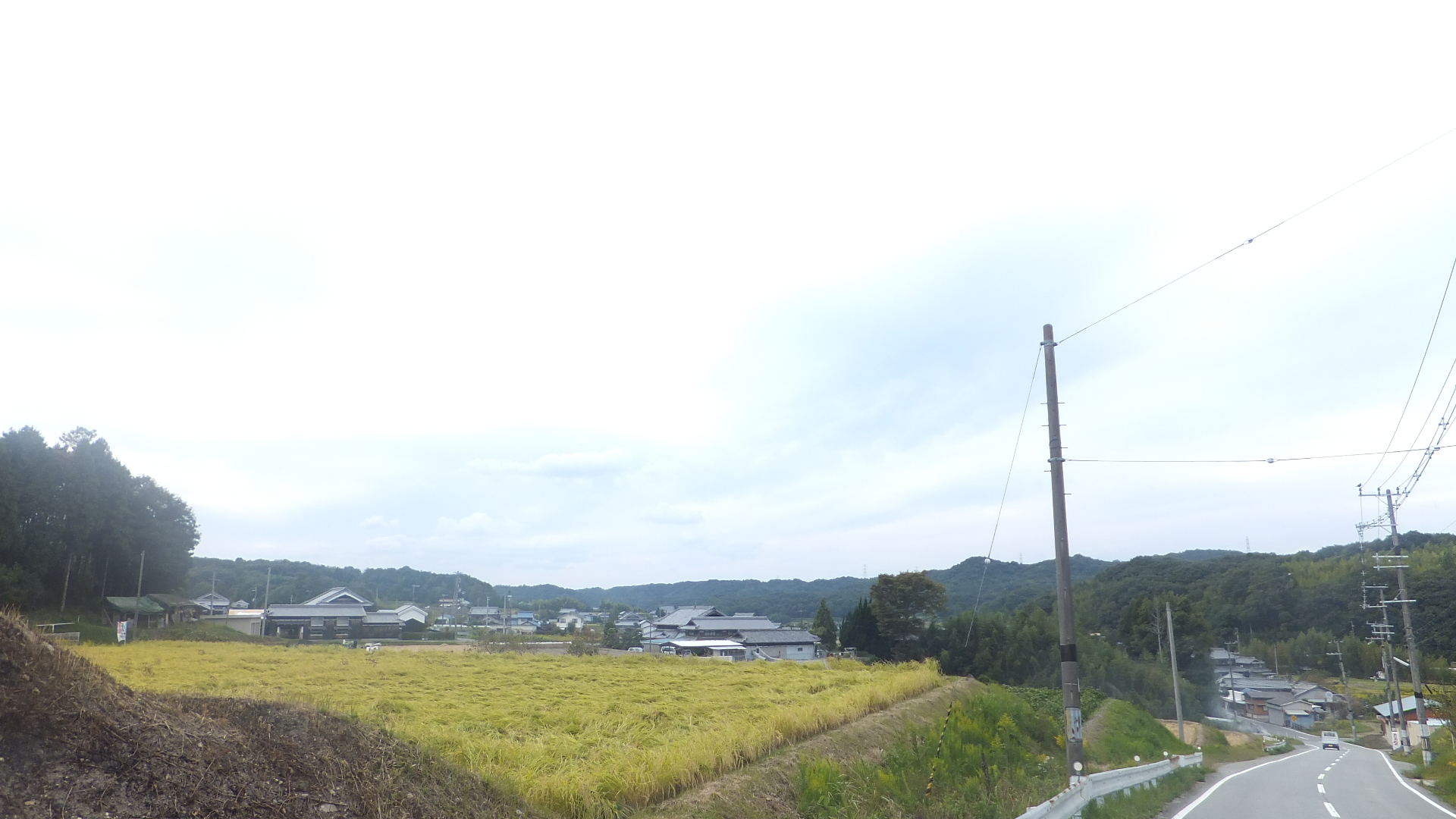
細川町内の農業地帯

## 地理

### 隣接地
- 口吉川町・吉川町・久留美・志染町
- 加東市

### 地形

#### 山
- 石上山

#### 河川
- 美嚢川
- 小川川

#### 丘陵
- 細川丘陵

## 沿革
- 1954年7月1日 - 三木町・別所村・細川村・口吉川村が合併し、三木市となる。
- 1969年4月1日 - 三木市立細川中学校と三木市立口吉川中学校が統合し、三木市立星陽中学校が開校。

## 地区
最初に「細川町」とつく
| 郵便番号 | 大字名                 |
| -------- | ---------------------- |
| 673-0701 | 瑞穂（みずほ）         |
| 673-0702 | 中里（なかざと）       |
| 673-0703 | 垂穂（たるほ）         |
| 673-0704 | 増田（ますだ）         |
| 673-0711 | 金屋（かなや）         |
| 673-0712 | 桃津（ももづ）         |
| 673-0713 | 豊地（とよち）         |
| 673-0714 | 細川中（ほそかわなか） |
| 673-0715 | 西（にし）             |
| 673-0721 | 高篠（たかしの）       |
| 673-0722 | 脇川（わきがわ）       |
| 673-0724 | 高畑（たかはた）       |

## 施設

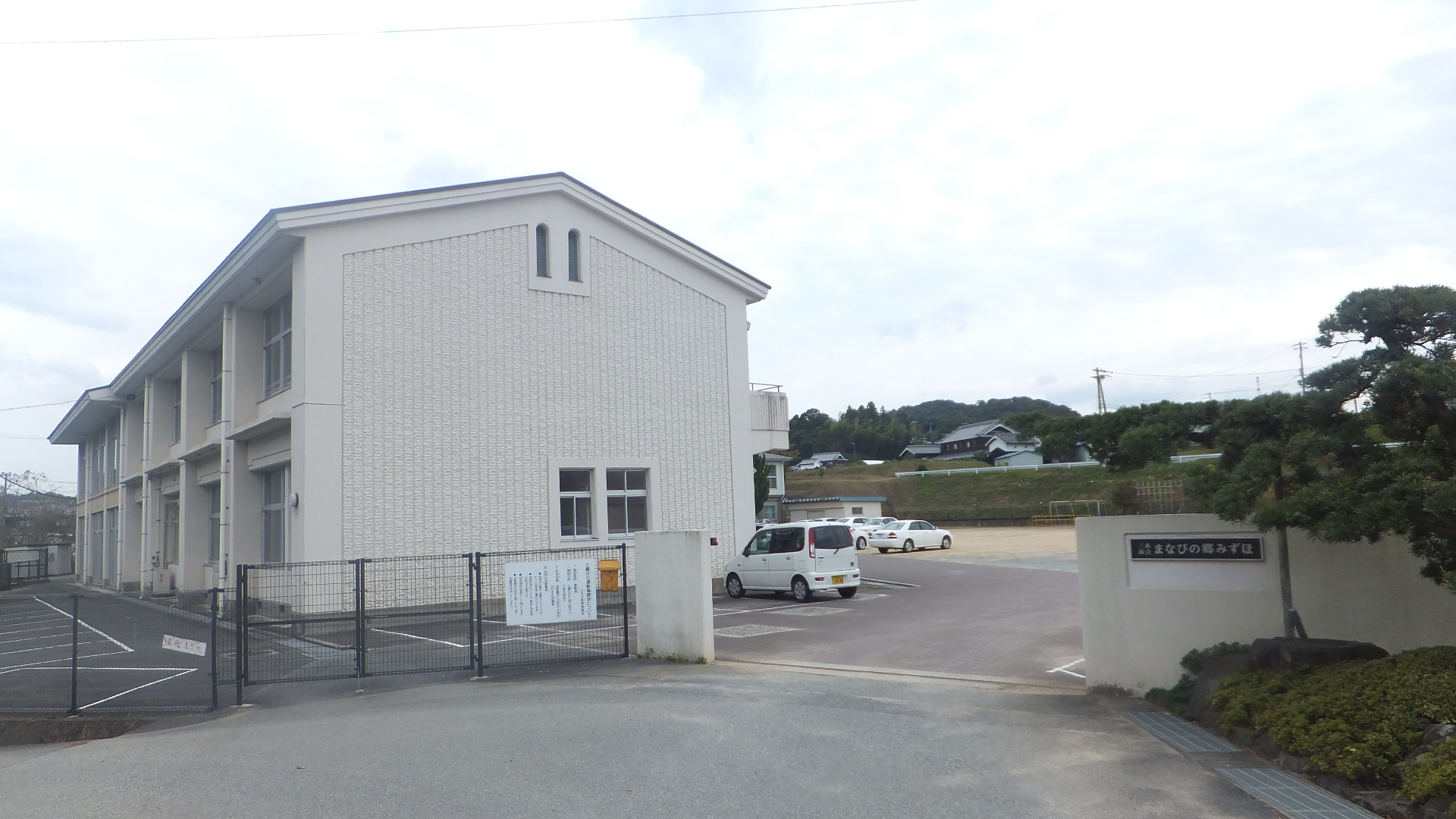
まなびの郷みずほ

### 商業施設
- ジャパン三木細川店
- ローソン

### 工業施設
- 日本ジャバラ工業

### その他施設
- 豊地郵便局
- JA兵庫みらい豊地支店
- JA兵庫みらいサービスグリーンみき
- まなびの郷みずほ

## 教育

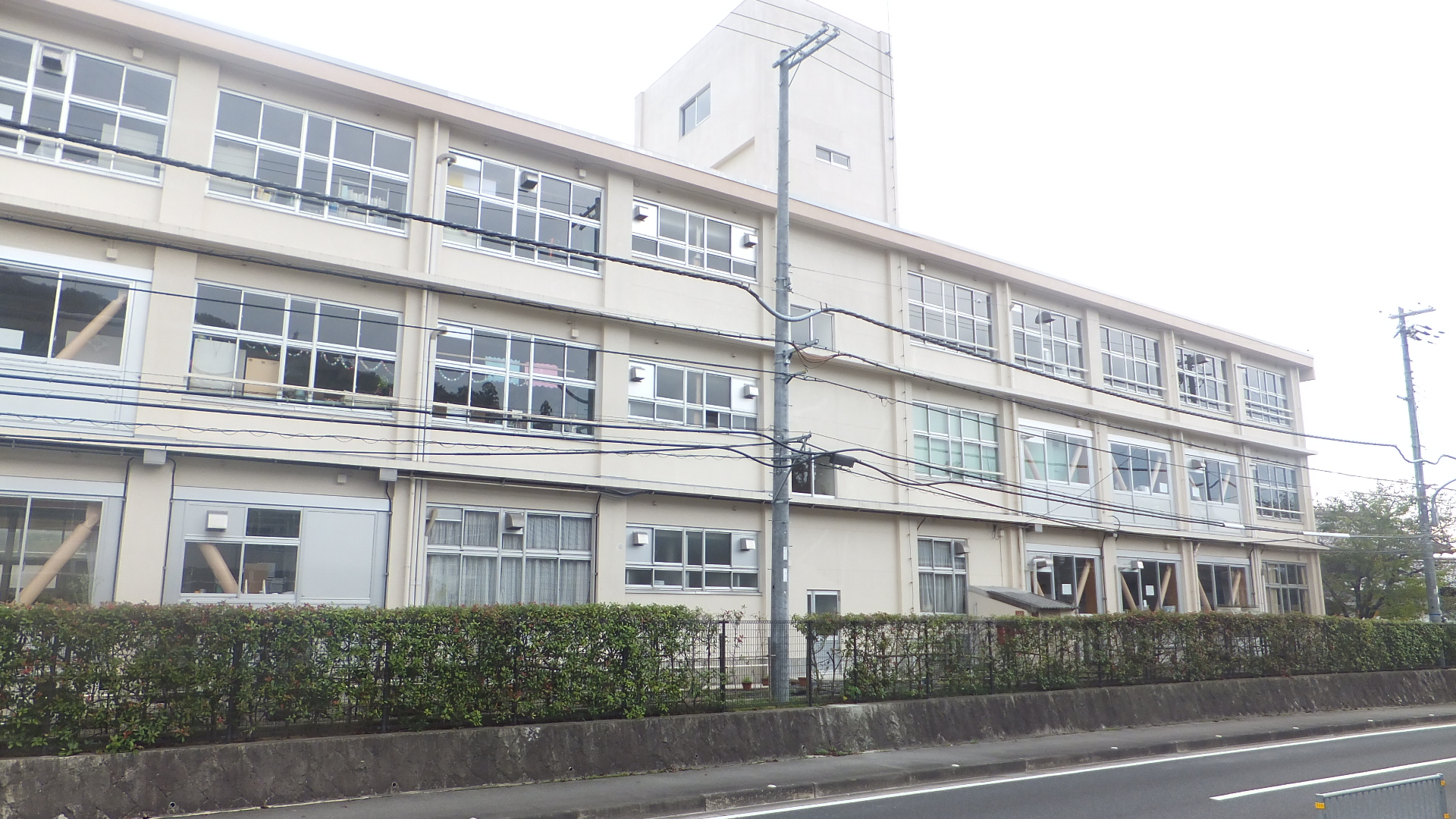
三木市立豊地小学校

現存している学校
- 三木市立豊地小学校
- 三木市立星陽中学校

廃校になった学校
- 三木市立瑞穂小学校
- 三木市立細川中学校

## 道路

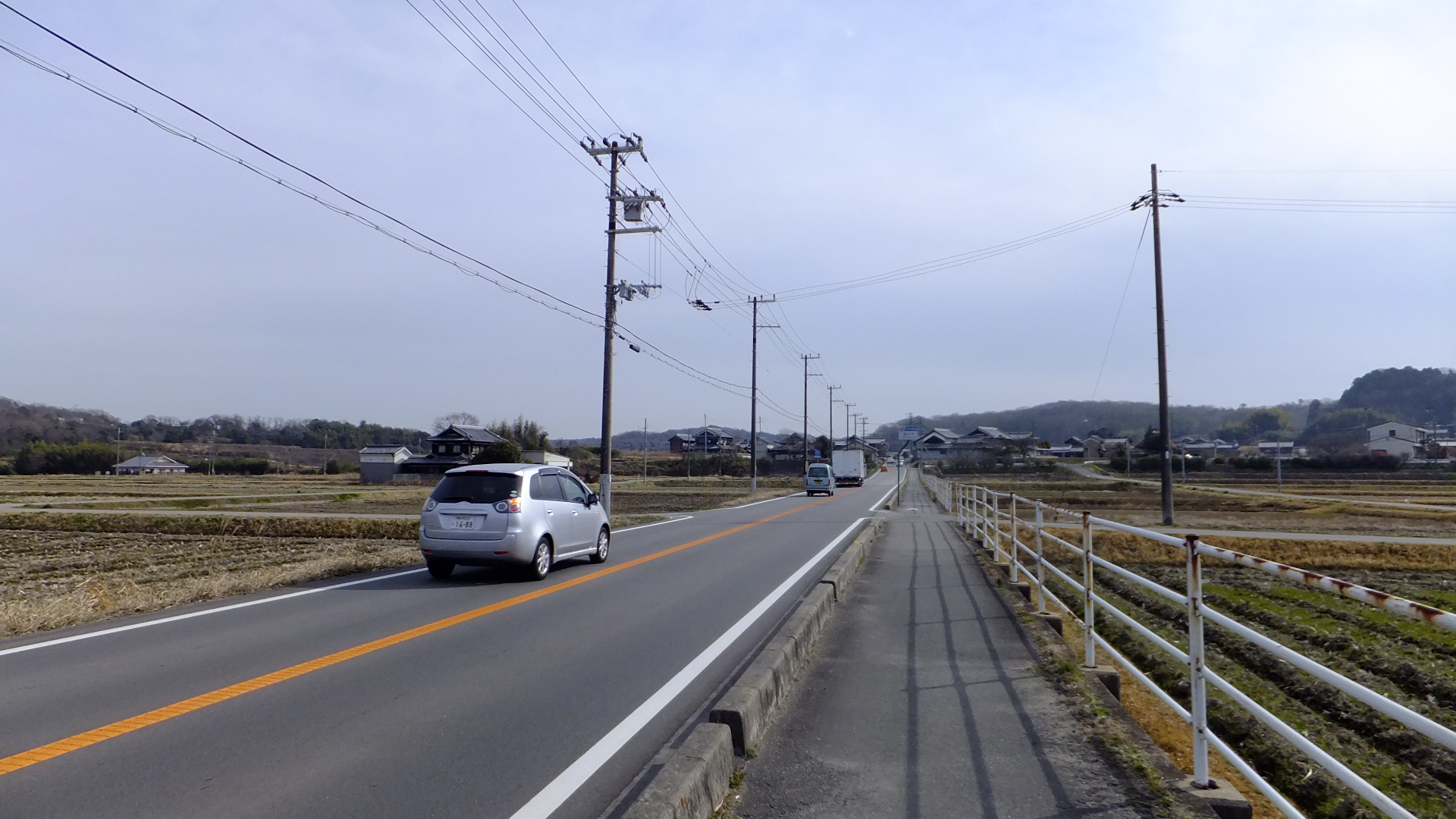
細川町兵庫県道20号加古川三田線

### 高速道路
山陽自動車道が通過している。

### 一般道
- 兵庫県道20号加古川三田線
- 兵庫県道85号神戸加東線
- 兵庫県道144号西脇口吉川神戸線
- 兵庫県道355号楠原三木線

## 公共交通機関
地内に鉄道が通っていないため、バスが唯一の公共交通手段である。

### バス
- 神姫バス